# Arnače
Arnače is een plaats in Slovenië en maakt deel uit van de gemeente Velenje in de statistische regio Savinjska. De plaats telde 328 inwoners op 1 januari 2020.